# Општина Јабланица (Караш-Северин)
Јабланица (рум. Iablaniţa) општина је у Румунији у округу Караш-Северин.
Oпштина се налази на надморској висини од 259 m.